# Bernhard Grueber

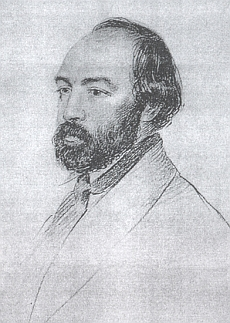
Bernhard Grueber

Bernhard Grueber (* 27. März 1807 in Donauwörth; † 12. Oktober 1882 in Schwabing) war ein deutscher Architekt, Architekturschriftsteller und Kunsthistoriker.

## Leben
Grueber ging bereits 1812 mit seinem Vater nach München und besuchte dort das Gymnasium. Danach studierte er an der Königlichen Akademie der Bildenden Künste Malerei und Baukunst und war seit 1830 als Assistent von Joseph Daniel Ohlmüller beim Bau der Mariahilfkirche in der Au bei München tätig. Sodann leitete er die Vorarbeiten zur Restaurierung des Regensburger Doms, nach deren Beendigung er 1833 zum Lehrer an der Königlichen Polytechnischen Schule Regensburg ernannt wurde.
In den Jahren 1834 und 1837 bereiste er Italien; die Frucht davon war das Werk Vergleichende Sammlung für christliche Baukunst (Augsburg 1837–1841). 1842 erbaute Grueber im Palais des Fürsten Salm in Prag einen Prachtsaal, und 1844 wurde er Professor der Baukunst am Polytechnikum in Prag. Zugleich war er als Architekt in der Errichtung von Neubauten und in der Restaurierung älterer Baudenkmäler tätig.
Zu seinen Neu- und Umbauten gehörten: das Lusthaus der Königin Anna in der Prager Burg, das Hauptschulgebäude Tetschen, die Friedhofskirche in St. Johann in Mittelböhmen, das Palais des Freiherrn Ährenthal in Prag, die Marienkirche in Turnau, Schloss Blatná, Schloss Sychrov, Burg Orlik und Schloss Skal.
Seit den 1830er Jahren war Grueber von einer starken Schwerhörigkeit befallen, die ihm den Kontakt zu den Mitmenschen außerordentlich erschwerte. Wegen seiner deutsch-nationalistischen Einstellung geriet er zudem in den Nationalitätenstreit mit den Tschechen. So behauptete er 1875 in seinem Werk Die Elemente der Kunstthätigkeit: „Von Cultur und geordneten Zuständen ist nur dort die Rede, wo entweder seit uralter Zeit Deutsche wohnen, oder wo deutsche Ansiedler und deutsche Gesetze sich späterhin ausgebreitet haben.“
Nach seiner Entlassung zog er sich 1874 nach Freising und schließlich nach Schwabing zurück, wo er am 12. Oktober 1882 starb. Grueber hinterließ ein umfangreiches wissenschaftliches und zeichnerisches Werk, daneben auch Novellen, Erzählungen und Lustspiele.
Sein Sohn Erwin Grueber (1846–1933) war Jurist und Professor in Oxford und München, sein Sohn Albrecht Grueber (1847–1888) Genremaler und Porträtist.

## Werk

### Schriften (Auswahl)
- Vergleichende Sammlungen für christliche Baukunst (1839–1841)
- Die mittelalterliche Baukunst (1840–1841)
- Regensburg und seine Umgebungen (1843)
- Der bayrische Wald (1846, zusammen mit Adalbert Müller)
- Charakteristik der Baudenkmale Böhmens (Wien 1856);
- Allgemeine Baukunde, Bd. 1:
- Das Kloster Hohenfurt in Böhmen (1861)
- Baumaterialienlehre (Berlin 1863);
- Die Kaiserburg zu Eger und die an dieses Bauwerk sich anschließenden Denkmale. Prag und Leipzig 1864 (Digitalisat).
- Die Herren von Rosenberg als Förderer der Künste (1867)
- Die Kathedrale des heil. Veit und die Kunsttätigkeit Kaiser Karls IV. (Prag 1869)
- Das deutsche und slawische Wohnhaus in Böhmen (1870)
- Kunst des Mittelalters in Böhmen (1871)
- Hauptperioden der mittelalterlichen Kunstentwicklung in Böhmen (1871)
- Deutsches Leben. Schilderung des deutschen Volkes in allen seinen Stämmen (1871)
- Die Elemente der Kunsttätigkeit (Leipzig 1875)
- Kramny: Autorenverzeichnis in den Mittheilungen der kaiserl. königl. Central-Commission zur Erforschung und Erhaltung der Baudenkmale. 1856 - 1906, S. 11

### Bauten
(Neubauten und Umbauten)
- Palais Salm in Prag, Repräsentationssaal
- Moldau-Ufer in der Prager Altstadt (1840er Jahre)
- Lustschloss der Königin Anna (Belvedere) in Prag, klassizistische Treppe
- Palais Aehrenthal in Prag, Václavské náměstí 795/40, Umbau
- Altstädter Rathauses in Prag, Umbau des Südflügels (1854–57)
- Kirche Mariä Verkündigung auf dem Rasen, Erneuerung des Servitenklosters (1858)
- Kirche Mariä Geburt in Turnov
- St. Johann unter dem Felsen im Okres Beroun, Friedhofskapelle
- Schloss Sychrov, Umbau und Wiederaufbau (1847–51)
- Schloss Hrubá Skála, Umbau
- Burg Orlík, Rekonstruktion (1850–62)
- Schloss Blatná, Umbau (1850–56)
- Kloster Vyšší Brod, Regotisierung der Kirche (bis 1862)
- Kapelle St. Michael auf der Burg Horni Hrad (Hauenstejn) bei Krásný Les (1849)
- Haus des Klosters Hohenfurth in Budweis (Dům Vyšebrodským klášterem, České Budějovice) (1863–64)

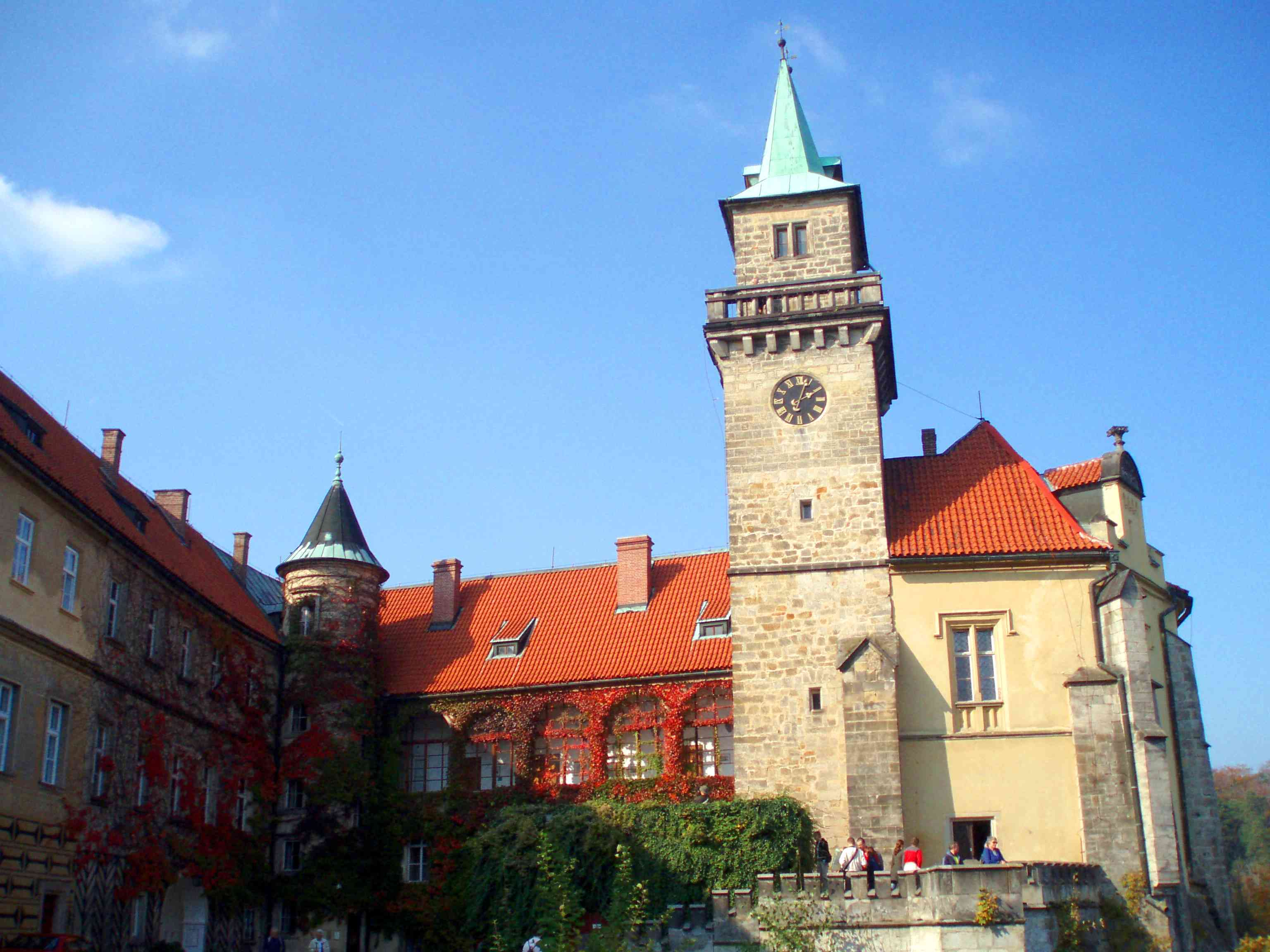
Schloss Hrubá Skála
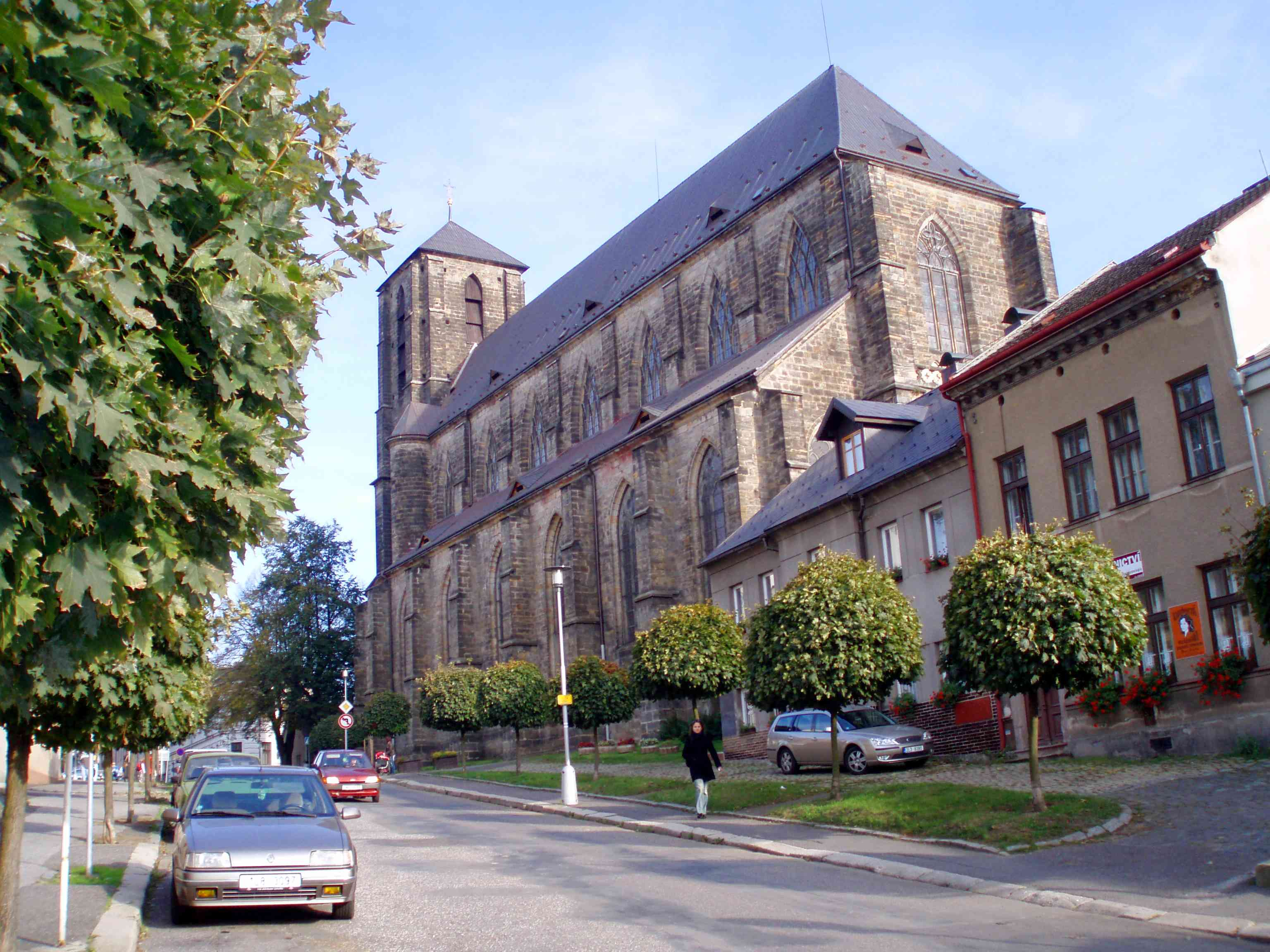
Kirche Mariä Geburt in Turnov
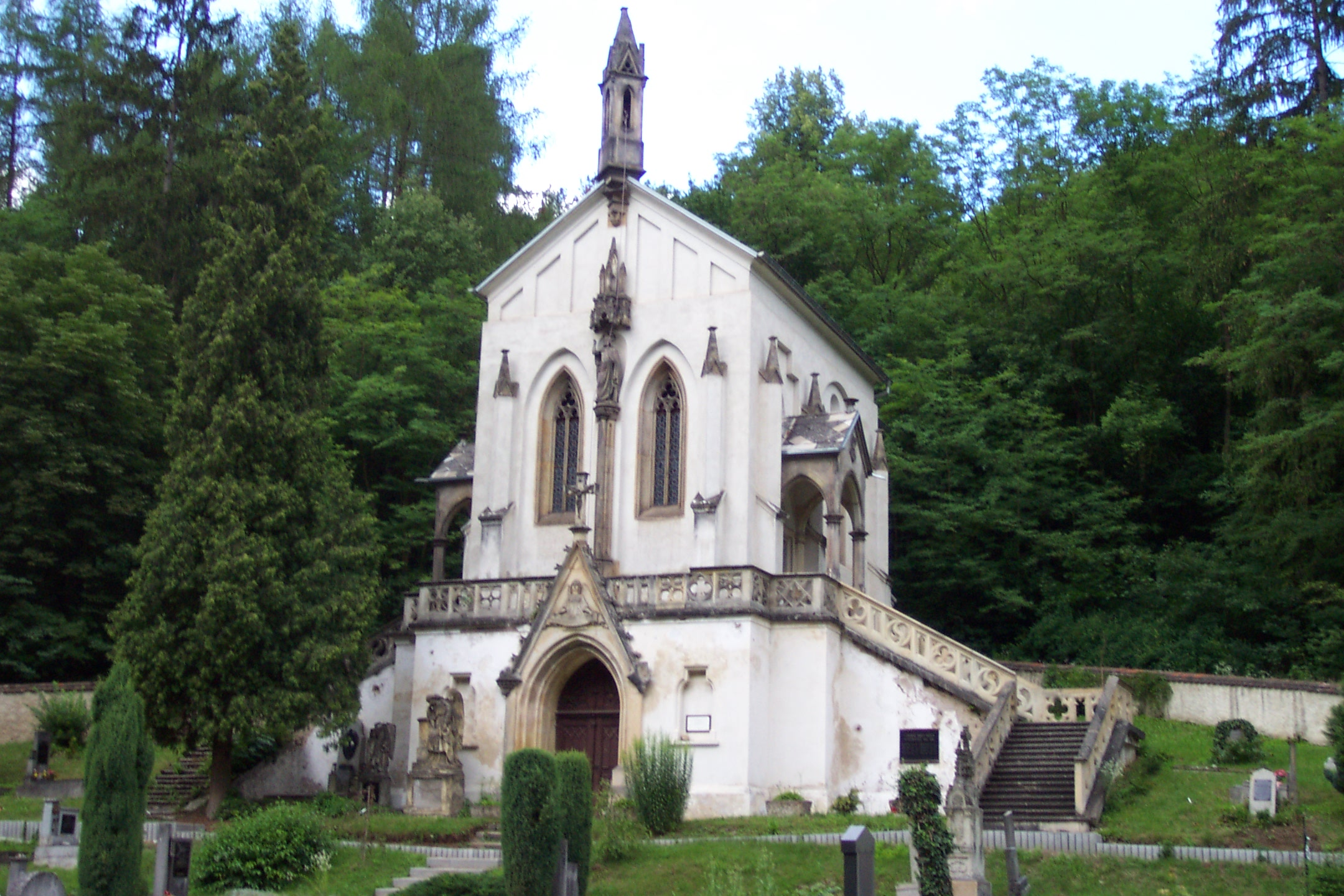
Friedhofskirche in Svatý Jan pod Skalou
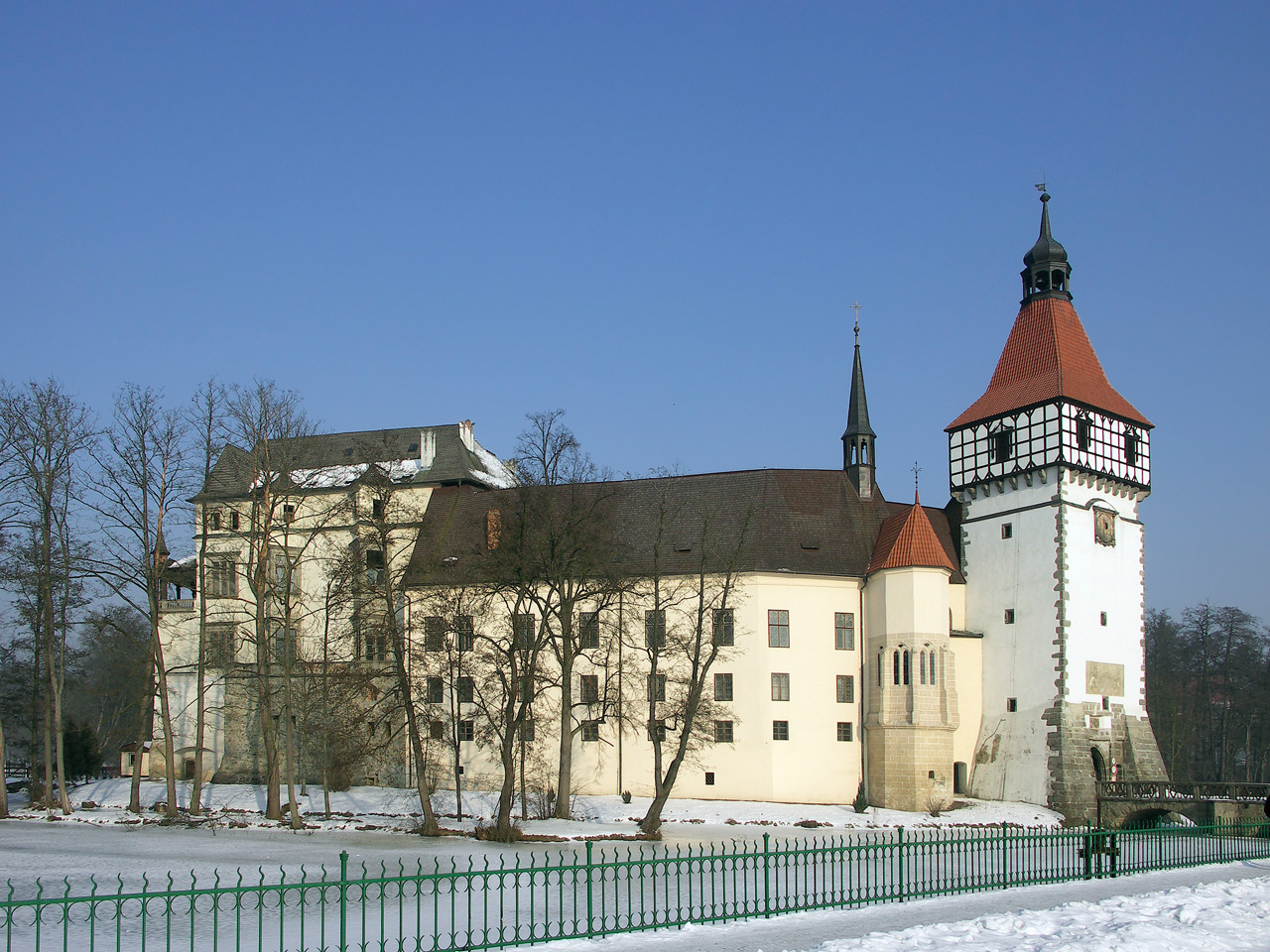
Schloss Blatná
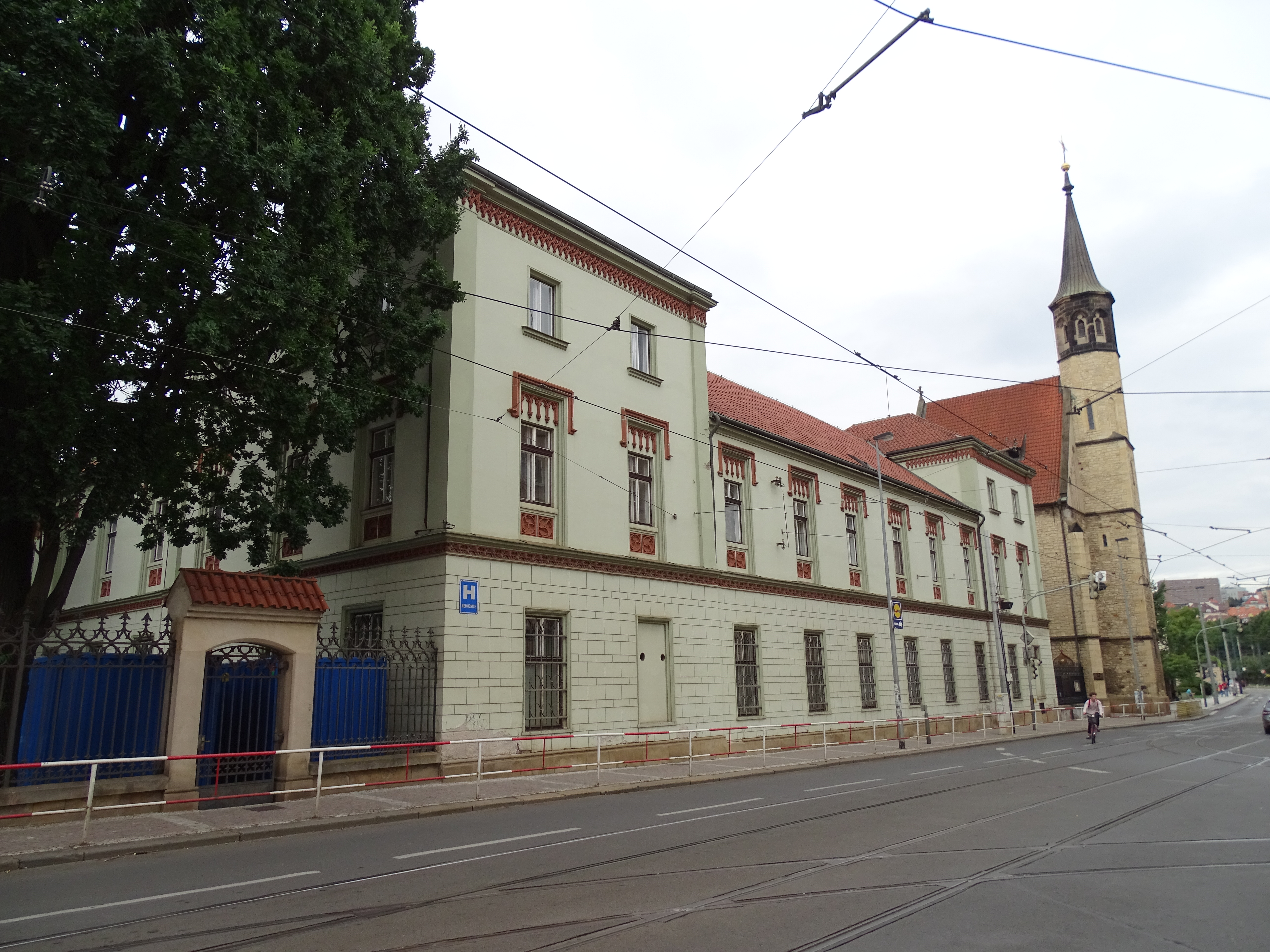
Servitenkloster an der Kirche Maria auf dem Rasen in Prag
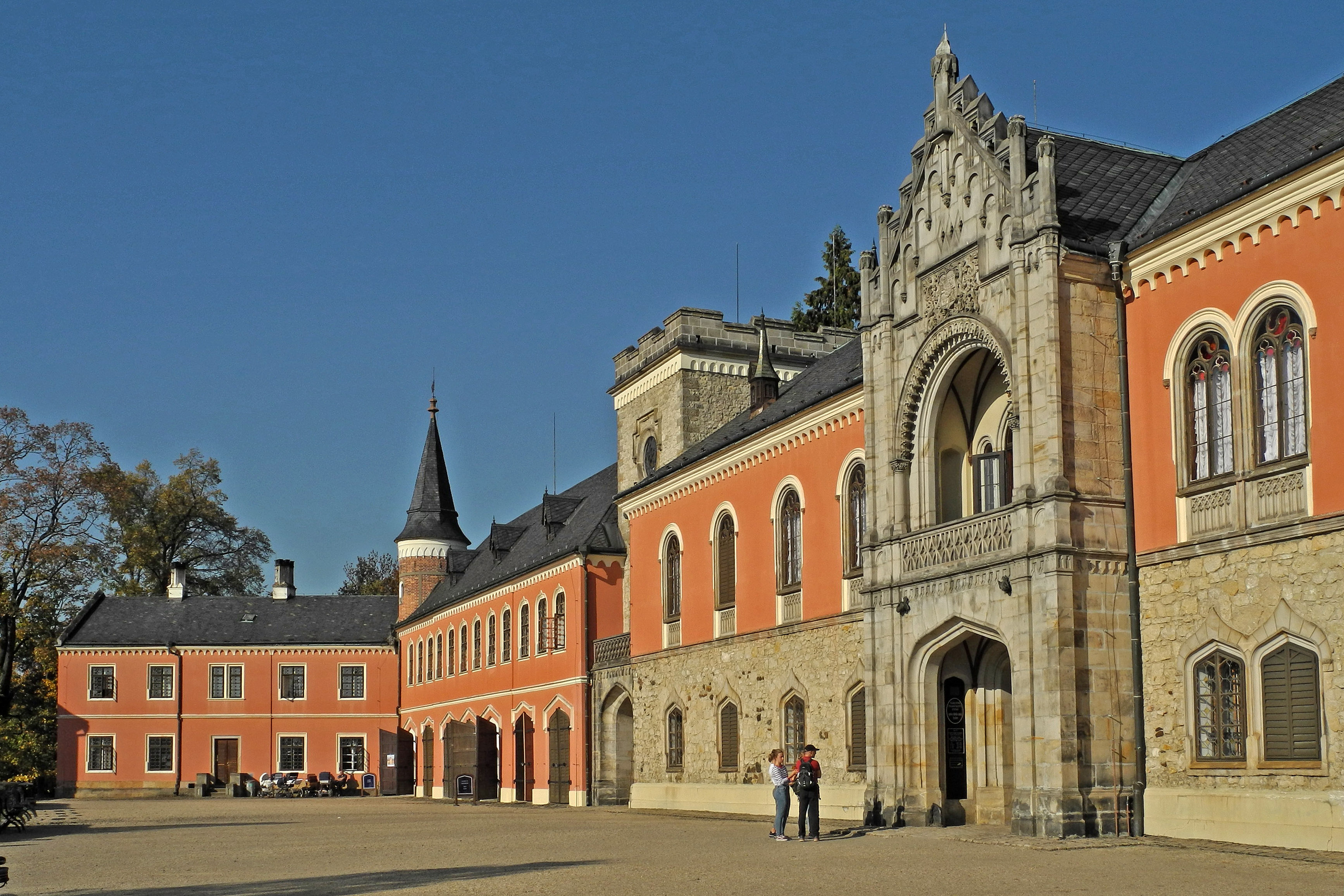
Schloss Sychrov
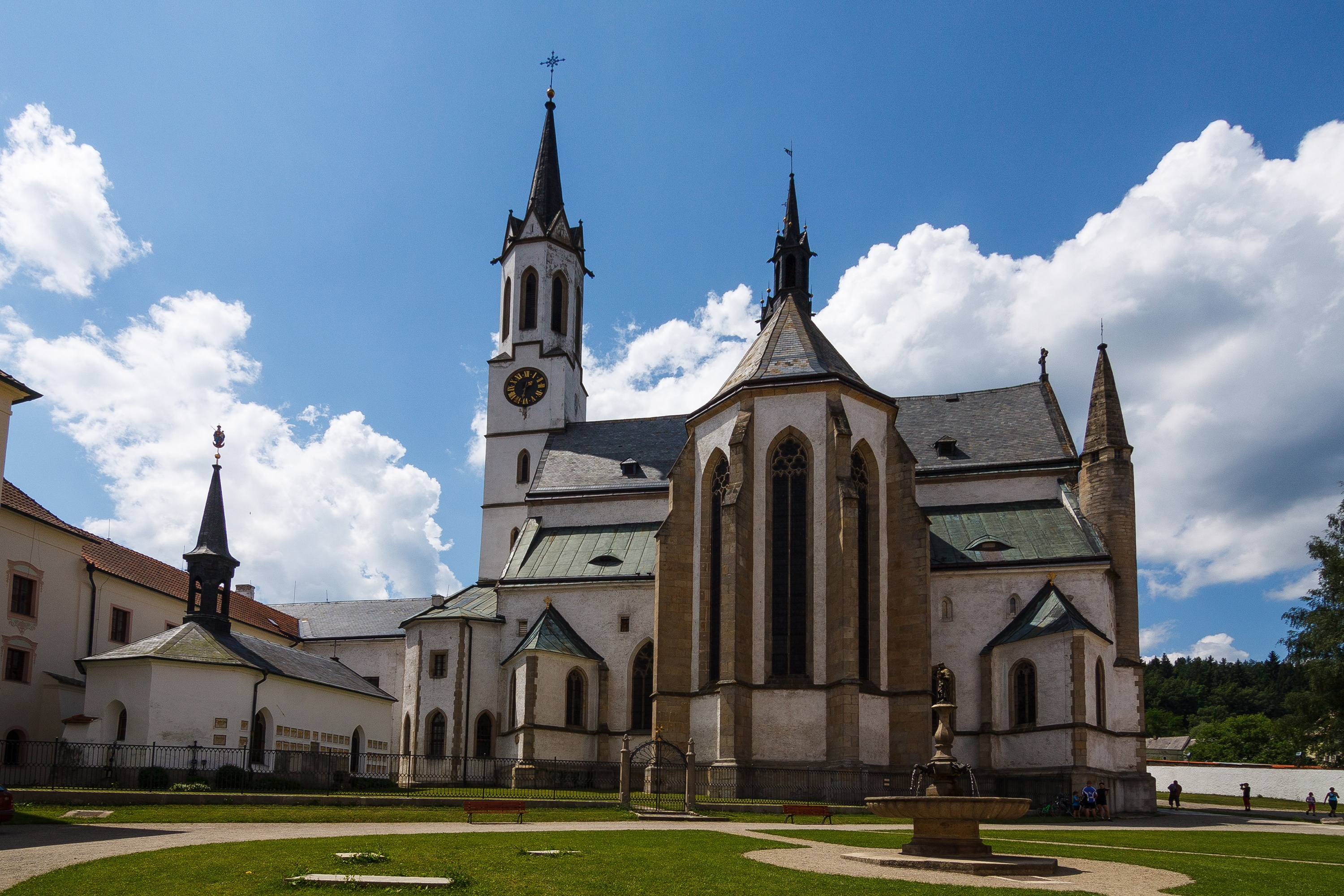
Klosterkirche Hohenfurth
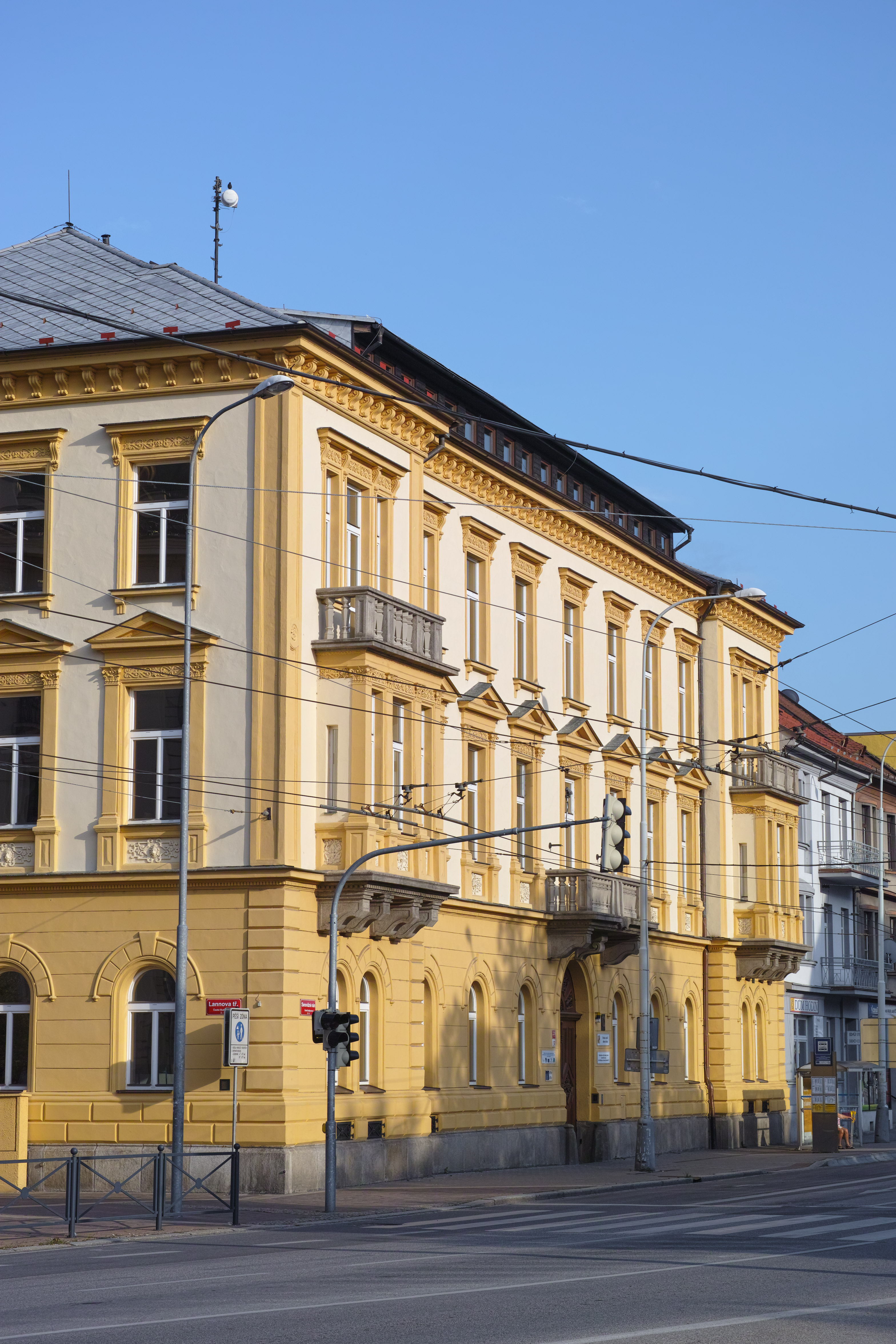
Haus des Klosters Hohenfurth in Budweis